# Oeneis eritiosa
Oeneis eritiosa är en fjärilsart som beskrevs av Harris. Oeneis eritiosa ingår i släktet Oeneis och familjen praktfjärilar. Inga underarter finns listade i Catalogue of Life.